# Экономический мейнстрим
Экономи́ческий мейнстри́м (англ. mainstream — преобладающее течение), или основное направление экономической мысли, — совокупность знаний, теорий и моделей экономики, преподаваемых по всему миру, от которых экономисты обычно отталкиваются. Также известен как «ортодоксальная экономика», ее можно противопоставить неортодоксальной экономике, которая охватывает различные школы или подходы, которые принимаются только меньшинством экономистов.
Экономическая профессия обычно ассоциируется с неоклассической экономикой и с неоклассическим синтезом, а с середины 20-го века также включает кейнсианский подход к макроэкономике.
Ключевым понятием неоклассической экономической теории является представление не об индивидах как о рациональных субъектах, а об экономической системе как о стремящейся к равновесию.

## История
Экономика всегда отличалась множеством школ экономической мысли, причем разные школы имели разную известность в разных странах и с течением времени. Нынешнее использование термина «экономический мейнстрим» характерно для эпохи после Второй мировой войны, особенно в англоязычном мире и в меньшей степени в глобальном масштабе.
До развития и распространения классической экономики доминирующей школой в Европе был меркантилизм, который представлял собой скорее свободный набор родственных идей, чем институционализированную школу. С развитием современной экономики, условно названной в конце XVIII века «Исследованием о природе и причинах богатства народов» Адама Смита, британская экономика развивалась и стала доминировать в том, что сейчас называется классической школой. Со времен богатства народов и до Великой депрессии доминирующей школой в англоязычном мире была классическая экономика, а ее преемником — неоклассическая экономика. В континентальной Европе ранние работы физиократов во Франции сформировали отчетливую традицию, как и более поздние работы исторической школы экономики в Германии, и на протяжении всего XIX века в британской экономике велись дебаты, особенно в оппозиционной теории недостаточного потребления.
Во время Великой депрессии и последовавшей за ней Второй мировой войны большое внимание привлекла школа кейнсианской экономики, которая опиралась на работу школы недостаточного потребления, а современный экономический мейнстрим проистекает из неоклассического синтеза, который был слиянием кейнсианской макроэкономики и неоклассической микроэкономики после Второй мировой войны.
В континентальной Европе, напротив, кейнсианская экономика была отвергнута, а в немецкой мысли доминировала Фрайбургская школа, чья политическая философия западногерманского неолиберализма сформировала интеллектуальную основу послевоенной социально-ориентированной рыночной экономики Германии. В развивающихся странах, которые составляют большинство населения мира, большое влияние оказывают различные школы экономики развития.
Начиная с 2007 года финансовый кризис 2007—2008 годов и последовавший за ним глобальный экономический кризис публично обнажили разногласия внутри экономики и стимулировали дискуссию.

### Термин
Термин «экономический мейнстрим» вошел в обиход в конце 20-го века. Он появился в 2001 году в издании основополагающего учебника экономики Самуэльсона и Нордхауса на внутренней стороне задней обложки в «генеалогическом древе экономики», где изображены стрелки в «современной мейнстрим-экономике» от Джона Мейнарда Кейнса (1936) и неоклассической экономике (1860—1910). Сам термин «неоклассический синтез» также впервые появляется в издании учебника Самуэльсона 1955 года. Остается спорить о том, совпадают ли сегодня две концепции неоклассического синтеза и ортодоксальной экономики.

## США
В Соединенных Штатах экономисты, как правило, не разделены на школы, но две основные современные экономические школы мысли были представлены «школами соленой и пресной воды». В начале 1970-х годов так называемые «экономисты пресной воды» бросили вызов господствующему консенсусу в области макроэкономических исследований. Ключевые элементы их подхода заключались в том, что макроэкономика должна быть динамичной, количественной и основываться на том, как отдельные люди и институты принимают решения в условиях неопределенности.
Многие сторонники этого радикально нового подхода к макроэкономике были связаны с Университетом Карнеги-Меллона, Чикагским университетом, Университетом Рочестера и Университетом Миннесоты. Их называли «пресноводной школой», поскольку Питтсбург, Чикаго, Рочестер и Миннеаполис расположены ближе к Великим Озерам. Устоявшийся консенсус в основном защищали экономисты университетов и других учреждений, расположенных вблизи восточного и западного побережья Соединенных Штатов, таких как Беркли, Гарвард, Массачусетский технологический институт, Пенсильванский университет, Принстон, Колумбийский университет, Стэнфорд и Йель. Поэтому их часто называли «школами соленой воды». Экономисты, как правило, не идентифицируют себя как членов определенной школы, хотя на политической арене они иногда классифицируются.

## Масштаб
Экономический мейнстрим может быть определен, в отличие от других экономических школ, по различным критериям, в частности по его предположениям, методам и темам. Однако также полезно оспорить это различие в свете мутации господствующей экономической теории.

### Допущения
Несмотря на то, что многие неортодоксальные школы долгое время отвергали его, в основе многих основных экономических моделей лежало несколько допущений. К ним относятся неоклассические предпосылки теории рационального выбора, репрезентативный агент и, зачастую, рациональные ожидания. Однако большая часть современного экономического мейнстрима состоит в изучении влияния усложняющих факторов на модели, таких как несовершенная и асимметричная информация, ограниченная рациональность неполных рынков, несовершенная конкуренция и трансакционные издержки.
Первоначально отправной точкой ортодоксального экономического анализа был индивид. Индивиды и фирмы обычно определялись как единицы с общей целью: максимизация за счет рационального поведения. Единственные отличия заключались в следующем:
- конкретная цель максимизации (индивиды стремятся максимизировать полезность, а фирмы — прибыль);
- а также ограничения, с которыми сталкивается процесс максимизации (отдельные лица могут быть ограничены ограниченным доходом или ценами на сырьевые товары, а фирмы-технологией или наличием ресурсов)[7].

Из этой (описательной) теоретической основы неоклассические экономисты, такие как Альфред Маршалл, часто выводили (хотя и не систематически) политическое предписание о том, что политические действия не должны использоваться для решения проблем экономической системы. Вместо этого решение должно быть основано на вмешательстве в вышеупомянутые цели и ограничения максимизации. Именно в этом контексте экономический капитализм находит свое оправдание. Тем не менее, в настоящее время экономический мейнстрим включает в себя описательные теории рынка и государственных неудач, а также частных и общественных благ. Эти события предполагают целый ряд мнений относительно желательности или нежелательности вмешательства правительства с более нормативной точки зрения.

### Методы
Экономический мейнстрим также был определен методологически как работа, которой готовы заниматься мейнстрим-экономисты, требующая соответствия основному языку математических моделей, включающему исчисление, оптимизацию и сравнительную статику. Согласно этому определению, области мысли, которые обычно считаются неортодоксальными, поскольку они не работают в соответствии с типичными неоклассическими предположениями, такими как эконофизика, поведенческая экономика и эволюционная экономика, могут считаться мейнстримом, когда они вовлечены в мейнстрим, используя мейнстрим-методы. Джеффри Ходжсон рассматривал возможность того, что эволюционная экономика и институциональная экономика в конечном итоге могут стать новым мейнстримом.
Кроме того, некоторые экономические области включают элементы как экономического мейнстрима, так и неортодоксальной экономики: например, австрийская экономика, институциональная экономика, нейроэкономика и нелинейная теория сложности. Они могут использовать неоклассическую экономику в качестве отправной точки. По крайней мере один институционалист утверждал, что «неоклассическая экономика больше не доминирует в экономическом мейнстриме».

### Темы
Экономика изначально формировалась как дисциплина, занимающаяся целым рядом вопросов, связанных с деньгами и богатством. Однако в 1930-е годы господствующая экономическая теория начала превращаться в науку о человеческих решениях. В 1931 году Лайонел Роббинс написал знаменитую статью: «экономика — это наука, которая изучает человеческое поведение как отношение между целями и скудными средствами, имеющими альтернативное применение». Это позволило провести демаркационную линию между господствующей экономикой и другими дисциплинами и школами, изучающими экономику.
Господствующий подход экономики как науки о принятии решений способствовал расширению сферы охвата этой дисциплины. Экономисты вроде Гэри Беккера начали изучать такие, казалось бы, далекие области, как преступность, семья, право, политика и религия. Эту экспансию иногда называют экономическим империализмом.

## Критика
После финансового кризиса 2007—2008 годов возник значительный конфликт как среди экономических теоретиков, так и среди широкой общественности по поводу статуса и будущего краткосрочной макроэкономики, которая была смешана со всей основной экономикой. Некоторые критики утверждали, что потенциально перспективные подходы были исключены из основных мейнстрим-публикаций из-за акцента на проблемах, поддающихся формальному моделированию.
Харталисты, которые обычно считаются частью посткейнсианской школы мысли, критикуют господствующую теорию как неспособную описать реальную механику современной фидуциарной денежной экономики. Хартализм фокусируется на альтернативной модели движения денег через различные секторы экономики. Харталисты отвергают господствующие теории, такие как рынок заемных средств, денежный мультипликатор и политика жесткой экономии.
Некоторые экономисты, в духе экологической экономики, полагают, что неоклассическая «Святая Троица» рациональности, жадности и равновесия заменяется Святой Троицей целенаправленного поведения, просвещенного эгоизма и устойчивости, значительно расширяя рамки того, что является мейнстримом. Экологическая экономика рассматривает вопросы устойчивости, такие как общественные блага, естественный капитал и негативные внешние эффекты (такие как загрязнение окружающей среды).
Связанные с энергетикой теории экономических концепций также существуют в рамках энергетической экономики, связанной с термодинамическими концепциями экономического мышления, такими как расчёт энергетических потребностей. Биофизическая экономика относится к этой области.